# Функція експоненційного типу

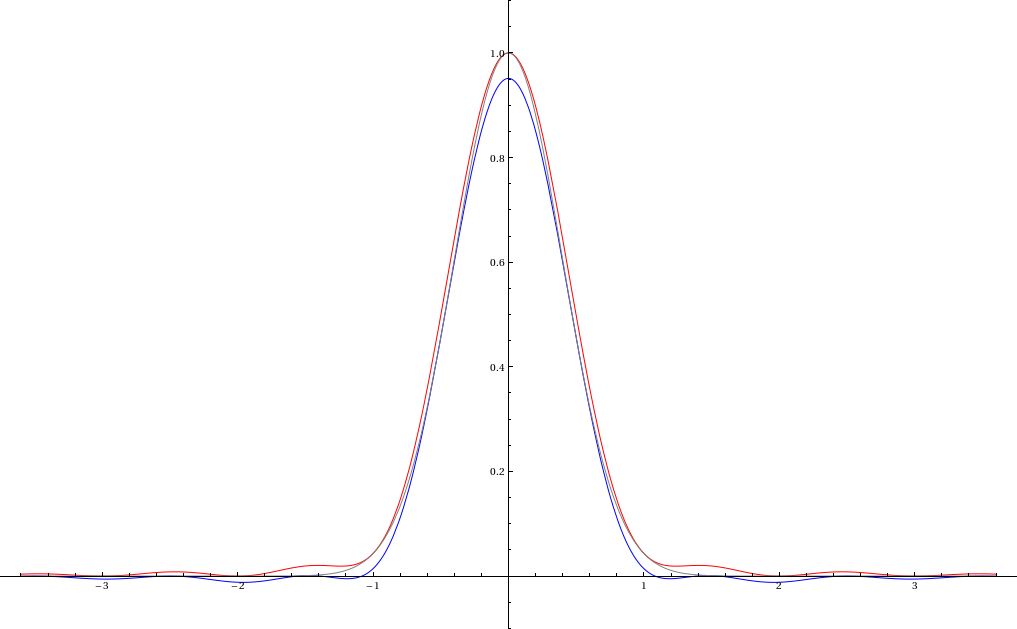
Графік сірої функції, обмежений функцією щільности нормального розподілу у просторі дійсних чисел. Щільність нормального розподілу не є експоненційного типу, але червона і синя функції є її односторонніми наближеннями експоненційного типу.

В комплексному аналізі, галузі математики, голоморфну функцію називають функцією експоненціального типу C, якщо її зростання обмежене експоненційною функцією {\displaystyle e^{C|z|}}, для деякої дійсної константи {\displaystyle C} при {\displaystyle |z|\to \infty }. Якщо функція має таку властивість, то її можна виразити як певного роду збіжних сум рядів комплексних функцій, а також ясність щодо того, коли можна застосовувати такі прийоми, як сумування за Борелем, чи наприклад, застосувати перетворення Мелліна, або подати фукцію у вигляді розкладу Ейлера–Маклорена. У загальному випадку пояснюється теоремою Начбіна, яка визначає аналогічне поняття Ψ-типу в просторі всіх функцій {\displaystyle \Psi (z)} порівняно з {\displaystyle e^{z}}.

## Основна ідея
Кажуть, що функція {\displaystyle f(z)}, визначена на комплексній площині, є експоненційним типом, якщо існують дійсні константи {\displaystyle M} і {\displaystyle \tau } такі, що
{\displaystyle |f(re^{i\theta })|\leq Me^{\tau r}}
при {\displaystyle r\to \infty }. Тут комплексна змінна {\displaystyle z} записана у формі {\displaystyle z=re^{i\theta }} аби підкреслити, що границя має виконуватися в усіх напрямках {\displaystyle \theta }. Якщо {\displaystyle \tau } інфімум усіх таких {\displaystyle \tau }, тоді кажуть, що функція {\displaystyle f} має експоненційний тип {\displaystyle \tau }.
Наприклад, нехай {\displaystyle f(z)=\sin(\pi z)}. Тоді кажуть що {\displaystyle \sin(\pi z)} експоненційного типу {\displaystyle \pi }, оскільки {\displaystyle \pi } є найменшим числом, яке обмежує зростання {\displaystyle \sin(\pi z)} вздовж уявної осі. Отже, у цьому прикладі не можна застосувати теорему Карлсона, оскільки для її застосування потрібно функції експоненційного типу менше {\displaystyle \pi }. Подібним чином не можна застосовувати формулу Ейлера – Маклауріна, оскільки вона також виражає твердження, що базується на скінченних різниць.

## Формальне означення
Про голоморфну функцію {\displaystyle F(z)} кажуть, що вона експоненційного типу {\displaystyle \sigma >0}, якщо для кожного {\displaystyle \varepsilon >0} існує дійсне число {\displaystyle A_{\varepsilon }}, що
{\displaystyle |F(z)|\leq A_{\varepsilon }e^{(\sigma +\varepsilon )|z|}}
для {\displaystyle |z|\to \infty } де {\displaystyle z\in \mathbb {C} }. Кажуть {\displaystyle F(z)}, що вона експоненційного типу, якщо {\displaystyle F(z)} експоненційного типу {\displaystyle \sigma } для якогось {\displaystyle \sigma >0}. Число
{\displaystyle \tau (F)=\sigma =\displaystyle \limsup _{|z|\rightarrow \infty }|z|^{-1}\log |F(z)|}
є експоненційним типом {\displaystyle F(z)}. Ця верхня границя означає границю супремуму відносини за межами заданого радіуса, як радіус прагне до нескінченності. Це теж межа, відмінний від максимального коефіцієнта в заданому радіусі, а радіус прагне до нескінченності. Верхня межа може існувати, навіть якщо максимуму на радіусі р не має меж, як Р йде в нескінченність. Наприклад, для функції
{\displaystyle F(z)=\sum _{n=1}^{\infty }{\frac {z^{10^{n!}}}{(10^{n!})!}}}
значення
{\displaystyle (\max _{|z|=r}\log |F(z)|)/r}
при {\displaystyle r=10^{n!-1}} асимптотичному для {\displaystyle (\log 10^{(n-1)!(n-1)-1})/10^{(n-1)!(n-1)-1}}, а тому прямує до нуля, при {\displaystyle n} до нескінченності, проте {\displaystyle F(z)} все ж є експоненційним типом 1, у чому можна переконатись розглянувши точку {\displaystyle z=10^{n!}}.

## Експоненційний тип відносно симетричного опуклого тіла
Stein, (1957) узагальнив поняття експоненційний тип для цілої функції кількох комплексних змінних. Нехай {\displaystyle K} опукла, компактна і симетрична підмножина {\displaystyle \mathbb {R} ^{n}}. Відомо, що для кожної такої {\displaystyle K} існує відповідна норма {\displaystyle \|\cdot \|_{K}} з властивістю
{\displaystyle K=\{x\in \mathbb {R} ^{n}:\|x\|_{K}\leq 1\}.}
Тобто, {\displaystyle K} одинична куля в {\displaystyle \mathbb {R} ^{n}} за мірою {\displaystyle \|\cdot \|_{K}}. Множину
{\displaystyle K^{*}=\{y\in \mathbb {R} ^{n}:x\cdot y\leq 1{\text{ for all }}x\in {K}\}}
називають полярною множиною, яка також є опуклою, компактною та симетричною підмножиною {\displaystyle \mathbb {R} ^{n}}. До того ж можемо записати
{\displaystyle \|x\|_{K}=\displaystyle \sup _{y\in K^{*}}|x\cdot y|.}
Довизначимо {\displaystyle \|\cdot \|_{K}} з {\displaystyle \mathbb {R} ^{n}} до {\displaystyle \mathbb {C} ^{n}} як
{\displaystyle \|z\|_{K}=\displaystyle \sup _{y\in K^{*}}|z\cdot y|.}
Про цілу функцію {\displaystyle F(z)} {\displaystyle n} -комплексних змінних кажуть що вона експоненційного типу відносно {\displaystyle K} якщо для кожного {\displaystyle \varepsilon >0} існує дійснозначна константа {\displaystyle A_{\varepsilon }} така, що
{\displaystyle |F(z)|<A_{\varepsilon }e^{2\pi (1+\varepsilon )\|z\|_{K}}}
для всіх {\displaystyle z\in \mathbb {C} ^{n}}.

## Простір Фреше
Набір функцій експоненційного типу {\displaystyle \tau } можуть утворювати повний рівномірний простір, а саме простір Фреше, до топологічно індукований зліченним сімейством норм
{\displaystyle \|f\|_{n}=\sup _{z\in \mathbb {C} }\exp \left[-\left(\tau +{\frac {1}{n}}\right)|z|\right]|f(z)|.}